# Football Club Pro Vercelli 1892 2017-2018
Questa voce raccoglie le informazioni riguardanti il Football Club Pro Vercelli 1892 nelle competizioni ufficiali della stagione 2017-2018.

## Stagione
Nella stagione 2017-2018 la Pro Vercelli disputa il campionato di Serie B ottenendo 40 punti con il penultimo posto, e conseguente retrocessione in Serie C. Nel girone di andata i bianconeri con 18 punti si sono piazzati in ultima posizione da soli, nel girone di ritorno hanno fatto un po' meglio con 22 punti raccolti, ma non sufficienti per raggiungere l'obiettivo di mantenere la categoria. Sulla panchina piemontese si sono alternati tre tecnici, senza mai trovare la giusta strada che conduceva alla salvezza. Anche nella Coppa Italia Tim Cup percorso breve per la Pro Vercelli, subito fuori nel secondo turno, castigata dal Lecce che si è imposto al Piola (1-2).

## Divise e sponsor
Il fornitore ufficiale di materiale tecnico per la stagione 2017-2018 è Erreà, mentre lo sponsor di maglia è PGO Group S.p.A.
| Casa | Trasferta | Terza divisa |

## Rosa
| N. |                           | Ruolo | Calciatore         |
| -- | ------------------------- | ----- | ------------------ |
| 1  | Italia (bandiera)         | P     | Tommaso Nobile     |
| 1  | Italia (bandiera)         | P     | Alessandro Gilardi |
| 2  | Italia (bandiera)         | D     | Filippo Berra      |
| 3  | Italia (bandiera)         | D     | Carlo Mammarella   |
| 4  | Italia (bandiera)         | C     | Michele Rocca      |
| 4  | Senegal (bandiera)        | A     | Mamadou Kanouté    |
| 5  | Italia (bandiera)         | C     | Giuseppe Vives     |
| 6  | Italia (bandiera)         | D     | Raffaele Alcibiade |
| 7  | Montenegro (bandiera)     | A     | Filip Raičević     |
| 8  | Italia (bandiera)         | C     | Daniele Altobelli  |
| 9  | Italia (bandiera)         | A     | Claudio Morra      |
| 10 | Italia (bandiera)         | C     | Luca Castiglia     |
| 11 | Italia (bandiera)         | A     | Emanuele Rovini    |
| 13 | Italia (bandiera)         | D     | Elia Legati        |
| 13 | Italia (bandiera)         | D     | Simone Gozzi       |
| 14 | Albania (bandiera)        | C     | Armando Vajushi    |
| 14 | Italia (bandiera)         | C     | Fabrizio Paghera   |
| 15 | Costa d'Avorio (bandiera) | D     | Dramane Konaté     |
| 16 | Italia (bandiera)         | C     | Alfredo Bifulco    |

| N. |                       | Ruolo | Calciatore          |
| -- | --------------------- | ----- | ------------------- |
| 17 | Portogallo (bandiera) | C     | Alex                |
| 18 | Italia (bandiera)     | C     | Paolo Ghiglione     |
| 19 | Italia (bandiera)     | D     | Massimiliano Gatto  |
| 20 | Italia (bandiera)     | D     | Luca Barlocco       |
| 20 | Slovacchia (bandiera) | C     | Dávid Ivan          |
| 21 | Brasile (bandiera)    | C     | Gladestony          |
| 22 | Italia (bandiera)     | P     | Mirko Pigliacelli   |
| 23 | Italia (bandiera)     | C     | Marco Firenze       |
| 23 | Croazia (bandiera)    | D     | Mateo Bertoša       |
| 24 | Italia (bandiera)     | C     | Mario Pugliese      |
| 25 | Italia (bandiera)     | D     | Lorenzo Grossi      |
| 27 | Italia (bandiera)     | D     | Dario Bergamelli    |
| 28 | Italia (bandiera)     | C     | William Jidayi      |
| 29 | Italia (bandiera)     | A     | Alessandro Polidori |
| 30 | Italia (bandiera)     | D     | Umberto Germano     |
| 32 | Italia (bandiera)     | P     | Richard Marcone     |
| 33 | Italia (bandiera)     | D     | Luca Bruno          |
| 33 | Brasile (bandiera)    | A     | Reginaldo           |

## Calciomercato

### Sessione estiva, dal 01/07 al 31/08
| Acquisti | Acquisti            | Acquisti      | Acquisti      |
| R.       | Nome                | da            | Modalità      |
| -------- | ------------------- | ------------- | ------------- |
| P        | Richard Marcone     | Trapani       | prestito      |
| P        | Simone Moschin      | Siena         | fine prestito |
| P        | Tommaso Nobile      | Lucchese      | definitivo    |
| D        | Loris Bacchetti     | Monopoli      | fine prestito |
| D        | Luca Barlocco       | Juventus      | prestito      |
| D        | Dario Bergamelli    | Catania       | svincolato    |
| D        | Luca Bruno          | Crotone       | prestito      |
| D        | Carlo Crialese      | Cesena        | definitivo    |
| D        | Paolo Ghiglione     | Genoa         | prestito      |
| D        | Lorenzo Grossi      | Roma          | svincolato    |
| D        | William Jidayi      | Avellino      | definitivo    |
| C        | Alfredo Bifulco     | Napoli        | prestito      |
| C        | Dejan Danza         | Santarcangelo | fine prestito |
| C        | Alessio Esposito    | Melfi         | fine prestito |
| C        | Marco Firenze       | Crotone       | prestito      |
| C        | Mario Pugliese      | Atalanta      | prestito      |
| C        | Michele Rocca       | Sampdoria     | prestito      |
| C        | Simone Rosso        | Torino        | definitivo    |
| C        | Riccardo Secondo    | Siena         | fine prestito |
| C        | Mattia Sprocati     | Salernitana   | fine prestito |
| C        | Paolo Tagliavacche  | Paganese      | fine prestito |
| C        | Franco Vivas        | Banfield      | definitivo    |
| A        | Gianmario Comi      | Carpi         | definitivo    |
| A        | Osarimen Ebagua     | Vicenza       | fine prestito |
| A        | Alessandro Polidori | Pescara       | definitivo    |
| A        | Filip Raičević      | Bari          | prestito      |
| A        | Emanuele Rovini     | Udinese       | fine prestito |
| A        | Filippo Scardina    | Siracusa      | svincolato    |

| Cessioni | Cessioni           | Cessioni       | Cessioni       |
| R.       | Nome               | a              | Modalità       |
| -------- | ------------------ | -------------- | -------------- |
| P        | Simone Moschin     | Carrarese      | prestito       |
| P        | Ivan Provedel      | Chievo         | fine prestito  |
| P        | Andrea Zaccagno    | Torino         | fine prestito  |
| D        | Loris Bacchetti    | Monopoli       | svincolato     |
| D        | Mattia Bani        | Chievo         | fine prestito  |
| D        | Carlo Crialese     | Juve Stabia    | prestito       |
| D        | Fabio Eguelfi      | Inter          | fine prestito  |
| D        | Sebastiano Luperto | Napoli         | fine prestito  |
| D        | Riccardo Nardini   |                | fine contratto |
| D        | Stefani Negro      | Monza          | prestito       |
| C        | Mattia Aramu       | Torino         | fine prestito  |
| C        | Fabio Castellano   | Atalanta       | fine prestito  |
| C        | Dejan Danza        | Pordenone      | definitivo     |
| C        | Simone Emmanuello  | Atalanta       | fine prestito  |
| C        | Alessio Esposito   | Fidelis Andria | definitivo     |
| C        | Evans Osei         | Juve Stabia    | fine prestito  |
| C        | Andrea Palazzi     | Inter          | fine prestito  |
| C        | Simone Rosso       | Reggiana       | prestito       |
| C        | Riccardo Secondo   | Cuneo          | prestito       |
| C        | Mattia Sprocati    | Salernitana    | definitivo     |
| C        | Luca Tagliavacche  | Correggese     | svincolato     |
| A        | Enrico Baldini     | Inter          | fine prestito  |
| A        | Rolando Bianchi    |                | svincolato     |
| A        | Gianmario Comi     | Vicenza        | prestito       |
| A        | Osarimen Ebagua    | Baniyas        | definitivo     |
| A        | Andrea La Mantia   | Virtus Entella | definitivo     |
| A        | Filippo Scardina   | Siracusa       | prestito       |
| A        | Ernesto Starita    | Cesena         | definitivo     |

### Sessione invernale, dal 03/01/2018 al 31/01/2018
| Acquisti | Acquisti           | Acquisti    | Acquisti      |
| R.       | Nome               | da          | Modalità      |
| -------- | ------------------ | ----------- | ------------- |
| P        | Simone Moschin     | Carrarese   | fine prestito |
| P        | Mirko Pigliacelli  | Pescara     | prestito      |
| D        | Raffaele Alcibiade | Feralpisalò | prestito      |
| D        | Mateo Bertoša      | Istria 1961 | definitivo    |
| D        | Simone Gozzi       | Alessandria | prestito      |
| C        | Alex               | Salernitana | prestito      |
| C        | Massimiliano Gatto | Chievo      | definitivo    |
| C        | Gladestony         |             | svincolato    |
| C        | Dávid Ivan         | Sampdoria   | prestito      |
| C        | Fabrizio Paghera   | Avellino    | prestito      |
| A        | Mamadou Kanouté    | Benevento   | prestito      |
| A        | Reginaldo          | Trapani     | definitivo    |

| Cessioni | Cessioni            | Cessioni             | Cessioni      |
| R.       | Nome                | a                    | Modalità      |
| -------- | ------------------- | -------------------- | ------------- |
| P        | Simone Moschin      | Cuneo                | prestito      |
| P        | Tommaso Nobile      | Fano                 | prestito      |
| D        | Luca Barlocco       | Juventus             | fine prestito |
| D        | Luca Bruno          | Crotone              | prestito      |
| D        | Elia Legati         | Feralpisalò          | definitivo    |
| C        | Marco Firenze       | Crotone              | fine prestito |
| C        | Michele Rocca       | Sampdoria            | fine prestito |
| C        | Armando Vajushi     | Avellino             | prestito      |
| C        | Franco Vivas        | San Luis de Quillota | prestito      |
| A        | Alessandro Polidori | Trapani              | prestito      |

## Risultati

### Serie B

#### Girone di andata
| Arbitro: | Illuzzi (Molfetta) |

|  |           |                          |
|  | Marcatori | 16’ Dionisi 83’ Paganini |

| Arbitro: | Giua (Olbia) |

|                    |           |  |
| Rosseti 11’ (rig.) | Marcatori |  |

| Arbitro: | Pillitteri (Palermo) |

|                    |           |                                                 |
| Firenze 88’ (rig.) | Marcatori | 8’ Pesce 38’ A. Brighenti 81’ Cavion 90’ Mokulu |

| Brescia 16 settembre 2017, ore 15:00 CEST 4ª giornata | Brescia             | 0 – 0 referto | Pro Vercelli | Stadio Mario Rigamonti (6301 spett.)\| Arbitro: \| Di Martino (Teramo) \| |
| Arbitro:                                              | Di Martino (Teramo) |               |              |                                                                           |

| Arbitro: | Marini (Roma) |

|             |           |             |
| Firenze 38’ | Marcatori | 65’ Schiavi |

| Arbitro: | Baroni (Firenze) |

|                      |           |             |
| Nestorovski 25’, 51’ | Marcatori | 20’ Bifulco |

| Arbitro: | La Penna (Roma) |

|                                                                     |           |                        |
| Bergamelli 16’ Rovini 59’ Raičević 63’ Firenze 69’ Vives 75’ (rig.) | Marcatori | 7’ Dalmonte 22’ Jallow |

| Arbitro: | Saia (Palermo) |

|              |           |                                                    |
| Belmonte 69’ | Marcatori | 5’ Legati 72’, 76’ Castiglia 91’ Vives 90+4’ Morra |

| Arbitro: | Martinelli (Roma) |

|                         |           |                 |
| Castiglia 30’ Morra 94’ | Marcatori | 47’, 77’ Galano |

| Vercelli 21 ottobre 2017, ore 15:00 CEST 10ª giornata | Pro Vercelli          | 0 – 0 referto | Carpi | Stadio Silvio Piola (2355 spett.)\| Arbitro: \| Abbattista (Molfetta) \| |
| Arbitro:                                              | Abbattista (Molfetta) |               |       |                                                                          |

| Arbitro: | Rapuano (Rimini) |

|             |           |  |
| Asencio 69’ | Marcatori |  |

| Arbitro: | Ros (Pordenone) |

|             |           |                                                      |
| Raičević 9’ | Marcatori | 30’ (Rig.), 69’ (rig.) Mazzeo 46’ Chiricò 71’ Fedato |

| Arbitro: | Sacchi (Macerata) |

|  |           |           |
|  | Marcatori | 56’ Morra |

| Arbitro: | Forneau (Roma) |

|                           |           |            |
| Firenze 34’ Castiglia 76’ | Marcatori | 29’ Caputo |

| Arbitro: | Piscopo (Imperia) |

|                               |           |           |
| Pettinari 37’, 55’ Capone 60’ | Marcatori | 65’ Morra |

| Arbitro: | Marinelli (Tivoli) |

|             |           |               |
| Bifulco 65’ | Marcatori | 21’ La Mantia |

| Arbitro: | Martinelli (Roma) |

|                                       |           |  |
| R. Insigne 55’ Scavone 57’ Corapi 90’ | Marcatori |  |

| Arbitro: | Balice (Termoli) |

|            |           |             |
| Cernuto 8’ | Marcatori | 45’ Firenze |

| Arbitro: | Minelli (Varese) |

|  |           |                        |
|  | Marcatori | 34’ Granoche 74’ Forte |

| Arbitro: | Saia (Palermo) |

|                               |           |                                       |
| A. Montalto 5’, 26’, 39’, 46’ | Marcatori | 4’ Morra 67’ Vajushi 78’ (rig.) Vives |

| Arbitro: | Di Paolo (Avezzano) |

|              |           |                       |
| Polidori 85’ | Marcatori | 2’ Chiaretti 55’ Iori |

#### Girone di ritorno
| Arbitro: | Di Martino (Teramo) |

|                                                     |           |  |
| Dionisi 6’ Ariaudo 25’ D. Ciofani 30’ Terranova 62’ | Marcatori |  |

| Arbitro: | Ghersini (Genova) |

|                             |           |  |
| Castiglia 26’ Bifulco 90+3’ | Marcatori |  |

| Arbitro: | Pillitteri (Palermo) |

|                         |           |                                |
| Scappini 16’ Cavion 93’ | Marcatori | 37’ Castiglia 52’, 66’ Germano |

| Vercelli 10 febbraio 2018, ore 15:00 CET 25ª giornata | Pro Vercelli     | 0 – 0 referto | Brescia | Stadio Silvio Piola (3213 spett.)\| Arbitro: \| Baroni (Firenze) \| |
| Arbitro:                                              | Baroni (Firenze) |               |         |                                                                     |

| Salerno 17 febbraio 2018, ore 15:00 CET 26ª giornata | Salernitana  | 0 – 0 referto | Pro Vercelli | Stadio Arechi (6752 spett.)\| Arbitro: \| Giua (Olbia) \| |
| Arbitro:                                             | Giua (Olbia) |               |              |                                                           |

| Vercelli 24 febbraio 2018, ore 15:00 CET 27ª giornata | Pro Vercelli  | 0 – 0 referto | Palermo | Stadio Silvio Piola (2895 spett.)\| Arbitro: \| Marini (Roma) \| |
| Arbitro:                                              | Marini (Roma) |               |         |                                                                  |

| Arbitro: | Chiffi (Padova) |

|                        |           |                         |
| Di Noia 18’ Kupisz 22’ | Marcatori | 67’ Castiglia 72’ Berra |

| Arbitro: | Abbattista (Molfetta) |

|  |           |                       |
|  | Marcatori | 84’, 90+4’ Di Carmine |

| Arbitro: | Balice (Termoli) |

|                       |           |                         |
| Kozák 66’ Brienza 83’ | Marcatori | 40’ Ghiglione 92’ Morra |

| Arbitro: | Fourneau (Roma) |

|                     |           |  |
| Melchiorri 33’, 65’ | Marcatori |  |

| Vercelli 25 marzo 2018, ore 15:00 CEST 32ª giornata | Pro Vercelli        | 0 – 0 referto | Avellino | Stadio Silvio Piola (3427 spett.)\| Arbitro: \| Di Martino (Teramo) \| |
| Arbitro:                                            | Di Martino (Teramo) |               |          |                                                                        |

| Arbitro: | Guccini (Albano Laziale) |

|                            |           |              |
| Deli 22’ L. Martinelli 27’ | Marcatori | 8’ Reginaldo |

| Vercelli 7 aprile 2018, ore 15:00 CEST 34ª giornata | Pro Vercelli      | 0 – 0 referto | Novara | Stadio Silvio Piola (4087 spett.)\| Arbitro: \| Ghersini (Genova) \| |
| Arbitro:                                            | Ghersini (Genova) |               |        |                                                                      |

| Arbitro: | Pillitteri (Palermo) |

|                                 |           |                          |
| Caputo 10’ Zajc 33’ Luperto 47’ | Marcatori | 8’ Bifulco 56’ Castiglia |

| Arbitro: | Ros (Pordenone) |

|                                    |           |            |
| Vives 20’ (rig.) Raičević 83’, 90’ | Marcatori | 35’ Machin |

| Arbitro: | Di Paolo (Avezzano) |

|                                       |           |                                            |
| Crimi 66’ La Mantia 71’ Ardizzone 82’ | Marcatori | 13’ Mammarella 54’ Altobelli 82’ Ardizzone |

| Arbitro: | Sacchi (Macerata) |

|               |           |  |
| Castiglia 50’ | Marcatori |  |

| Arbitro: | Baroni (Firenze) |

|  |           |                        |
|  | Marcatori | 32’ Marsura 77’ Štulac |

| Arbitro: | Martinelli (Roma) |

|                                                       |           |             |
| Gilardino 12’ (Rig.), 72’ Marilungo 16’, 90’ Awua 94’ | Marcatori | 22’ Paghera |

| Arbitro: | Marini (Roma) |

|                              |           |              |
| Vives 42’ (rig.) Germano 69’ | Marcatori | 77’ Carretta |

| Arbitro: | Balice (Termoli) |

|                                  |           |  |
| Kouamè 72’ (rig.) Bartolomei 78’ | Marcatori |  |

### Coppa Italia

#### Secondo Turno
| Arbitro: | Serra (Torino) |

|             |           |                    |
| Firenze 61’ | Marcatori | 36’, 46’ Di Piazza |

## Statistiche

### Statistiche di squadra
| Competizione | Punti         | In casa | In casa | In casa | In casa | In casa | In casa | In trasferta | In trasferta | In trasferta | In trasferta | In trasferta | In trasferta | Totale | Totale | Totale | Totale | Totale | Totale | D.R. |
| Competizione | Punti         | G       | V       | N       | P       | GF      | GS      | G            | V            | N            | P            | GF           | GS           | G      | V      | N      | P      | GF     | GS     | D.R. |
| ------------ | ------------- | ------- | ------- | ------- | ------- | ------- | ------- | ------------ | ------------ | ------------ | ------------ | ------------ | ------------ | ------ | ------ | ------ | ------ | ------ | ------ | ---- |
| Serie B      | 40            | 21      | 6       | 8       | 7       | 22      | 27      | 21           | 3            | 5            | 13           | 25           | 43           | 42     | 9      | 13     | 20     | 47     | 70     | - 23 |
| Coppa Italia | Secondo Turno | 1       | 0       | 0       | 1       | 1       | 2       | 0            | 0            | 0            | 0            | 0            | 0            | 1      | 0      | 0      | 1      | 1      | 2      | - 1  |
| Totale       | 40            | 22      | 6       | 8       | 8       | 23      | 29      | 21           | 3            | 5            | 13           | 25           | 43           | 43     | 9      | 13     | 21     | 48     | 72     | - 24 |

### Andamento in campionato
| Giornata  | 1  | 2  | 3  | 4  | 5  | 6  | 7  | 8  | 9  | 10 | 11 | 12 | 13 | 14 | 15 | 16 | 17 | 18 | 19 | 20 | 21 | 22 | 23 | 24 | 25 | 26 | 27 | 28 | 29 | 30 | 31 | 32 | 33 | 34 | 35 | 36 | 37 | 38 | 39 | 40 | 41 | 42 |
| --------- | -- | -- | -- | -- | -- | -- | -- | -- | -- | -- | -- | -- | -- | -- | -- | -- | -- | -- | -- | -- | -- | -- | -- | -- | -- | -- | -- | -- | -- | -- | -- | -- | -- | -- | -- | -- | -- | -- | -- | -- | -- | -- |
| Luogo     | T  | C  | T  | C  | T  | C  | T  | C  | T  | C  | T  | C  | T  | C  | T  | C  | T  | C  | T  | C  | T  | C  | T  | C  | T  | C  | T  | C  | T  | C  | T  | C  | T  | C  | T  | C  | T  | C  | T  | C  | T  | C  |
| Risultato | P  | P  | P  | N  | N  | P  | V  | V  | N  | N  | P  | P  | V  | V  | P  | N  | P  | N  | P  | P  | P  | P  | V  | V  | N  | N  | N  | N  | P  | N  | P  | N  | P  | N  | P  | V  | P  | V  | P  | P  | V  | P  |
| Posizione | 18 | 21 | 22 | 22 | 22 | 22 | 21 | 21 | 21 | 22 | 22 | 21 | 20 | 21 | 22 | 22 | 22 | 22 | 21 | 21 | 21 | 21 | 20 | 20 | 18 | 18 | 18 | 19 | 21 | 21 | 20 | 21 | 22 | 22 | 22 | 22 | 22 | 22 | 22 | 22 | 21 | 21 |

Legenda:

Luogo: C = Casa; T = Trasferta. Risultato: V = Vittoria; N = Pareggio; P = Sconfitta.